# Binchespets

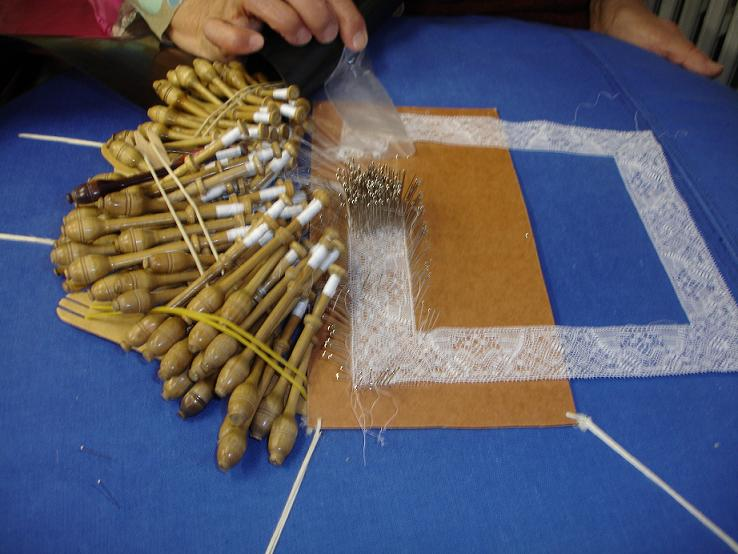
Binchespets

Binchespets, spets som fått sitt namn efter den belgiska staden Binche. Ett särskilt kännetecken är fond de neige. Motiven knypplas på vävbotten.